# Marcos Hernández Desplats
Marcos Hernández Desplats (Fraile Muerto, Cerro Largo, 9 de junio de 1976) es un profesor uruguayo de historia, economía y estudios económicos, además de escritor y columnista en distintas publicaciones.

## Biografía
Nació en Fraile Muerto, departamento de Cerro Largo. Estudió Historia en el Instituto de Formación Docente Manuel Oribe de Melo. Trabajó como profesor de enseñanza secundaria en liceos de su departamento.
Publicó sus primeros artículos en la revista Propuestas (Melo) y en la revista Treinta y Tres y Paréntesis (Montevideo).
Es autor de Martín Aquino, batllismo y barbarie, un detallado estudio sobre la vida de Martín Aquino.
En 2007 obtuvo el primer premio Justino Zavala Muniz, con el libro Fraile Muerto. Introducción a la historia de un pueblo centenario, mejor obra literaria escrita por un cerrolarguense. En 2011 obtuvo el primer premio a nivel nacional en calidad de docente en el concurso Todos y todas por nuestros derechos, organizado por el Consejo de Educación Secundaria, y el primer premio, en el primer concurso de ensayos históricos Rescatando la memoria de ..., organizado por la Sociedad Uruguaya de Historia de la Educación (Montevideo). También en 2011 fue distinguido por la Escuela Técnica de Fraile Muerto del Consejo de Educación Técnico Profesional, debido a la labor de investigación realizada. La Liga del Trabajo de su ciudad natal le otorgó el mérito a ciudadano destacado.

## Obras
- Martín Aquino, batllismo y barbarie
- Introducción a la historia de un pueblo centenario[1]
- En medio de la pánica llanura. Emilio Oribe[2]
- Molinos del Uruguay